# أكيرا كاتاياما
أكيرا كاتاياما (باليابانية: 片山 朗) (مواليد 24 يوليو 1985)، هو لاعب كرة قدم سابق كان يلعب كلاعب وسط.

## وصلات خارجية
- أكيرا كاتاياما على موقع Soccerway.com (الإنجليزية)